# Pavol Demitra
Pavol Demitra (29. listopadu 1974, Dubnica nad Váhom, Československo – 7. září 2011, Jaroslavl, Rusko) byl slovenský profesionální hokejista. Jeho otec Pavel Demitra byl prvoligovým fotbalistou.

## Hráčská kariéra
Svoji profesionální kariéru zahájil v roce 1992 v týmu československé ligy HC Dukla Trenčín, kde hrál také v době výluky NHL v sezóně 2004/2005. V roce 1993 byl draftován jako číslo 227 do týmu Ottawa Senators, kam přestoupil ještě v témže roce. Během prvních sezón v NHL měl problémy se prosadit a strávil hodně času na „farmě“ v nižších soutěžích. Pravidelné hraní v NHL mu přinesl teprve přestup do St. Louis Blues v roce 1997. Za Blues hrál až do výluky NHL v sezóně 2004/2005, následovala sezóna v Los Angeles Kings a později přestoupil do Minnesota Wild, kde hrál do sezóny 2007/2008. 10. července 2008 podepsal s týmem Vancouver Canucks dvouletou smlouvu na 8 miliónů dolarů, Po skončení smlouvy ukončil zámořskou kariéru a přestoupil do ruského týmu Lokomotiv Jaroslavl, se kterým se dohodl na jednoleté smlouvě.
Se slovenskou reprezentací získal bronzovou medaili na mistrovství světa v roce 2003. Na Mistrovství světa v ledním hokeji 2011, konaném na Slovensku, se rozloučil s reprezentační kariérou po zápase s Dány.
Zemřel 7. září 2011 spolu s celým hokejovým týmem Lokomotivu Jaroslavl při letecké havárii nedaleko města Jaroslavl. Na palubě s ním mimo jiné byli také tři čeští hokejoví reprezentanti: Karel Rachůnek, Jan Marek a Josef Vašíček.
Na jeho počest bylo rozhodnuto, že v Dubnici nad Váhom po něm bude pojmenovaná základní škola, kterou navštěvoval, a v Trenčíně hokejový stadion. Jeho číslo 38 bylo navždy vyřazeno ze série dresů slovenské reprezentace.

## Ocenění a úspěchy
- 1999, 2000 a 2002 NHL All-Star Game
- 1999/2000 NHL Lady Byng Memorial Trophy
- 2001/2002 NHL Nejvíce vstřelených vítězných gólů (10 branek)
- 2004/2005 Slovnaft extraliga All-Star Team
- 2004/2005 Slovnaft extraliga Nejlepší střelec (28 branek)
- 2004/2005 Slovnaft extraliga Nejlepší nahrávač (54 asistencí)
- 2004/2005 Slovnaft extraliga Nejužitečnější hráč (82 bodů)
- 2010 OH All-Star Team
- 2010 OH Nejlepší nahrávač (7 asistencí)
- 2010 OH Nejužitečnější hráč (10 bodů)
- 2010/2011 KHL-Playoff Nejlepší nahrávač (15 asistencí)
- 2011 MS Nejlepší hráč na vhazování (70 %)
- 2011 MS Top 3 nejlepších hráčů ve Slovenské reprezentaci
- 2012 Síň slávy slovenského hokeje

## Klubová statistika
| Sezona       | Klub                          | Soutěž       | Základní část | Základní část | Základní část | Základní část | Základní část | Play off | Play off | Play off | Play off | Play off |
| Sezona       | Klub                          | Soutěž       | Z             | G             | A             | B             | TM            | Z        | G        | A        | B        | TM       |
| ------------ | ----------------------------- | ------------ | ------------- | ------------- | ------------- | ------------- | ------------- | -------- | -------- | -------- | -------- | -------- |
| 1991/1992    | TJ Spartak Dubnica            | ČSHL-2       | 28            | 13            | 10            | 23            | 12            | —        | —        | —        | —        | —        |
| 1992/1993    | TJ Spartak Dubnica            | ČSHL-2       | 4             | 3             | 0             | 3             | 2             | —        | —        | —        | —        | —        |
| 1992/1993    | HC Dukla Trenčín              | ČSHL         | 46            | 10            | 18            | 28            | —             | —        | —        | —        | —        | —        |
| 1993/1994    | Ottawa Senators               | NHL          | 12            | 1             | 1             | 2             | 4             | —        | —        | —        | —        | —        |
| 1993/1994    | Prince Edward Island Senators | AHL          | 41            | 18            | 23            | 41            | 8             | —        | —        | —        | —        | —        |
| 1994/1995    | Ottawa Senators               | NHL          | 16            | 4             | 3             | 7             | 0             | —        | —        | —        | —        | —        |
| 1994/1995    | Prince Edward Island Senators | AHL          | 61            | 26            | 48            | 74            | 23            | 5        | 0        | 7        | 7        | 0        |
| 1995/1996    | Ottawa Senators               | NHL          | 31            | 7             | 10            | 17            | 6             | —        | —        | —        | —        | —        |
| 1995/1996    | Prince Edward Island Senators | AHL          | 48            | 28            | 53            | 81            | 44            | —        | —        | —        | —        | —        |
| 1996/1997    | HC Dukla Trenčín              | SE           | 1             | 1             | 1             | 2             | —             | —        | —        | —        | —        | —        |
| 1996/1997    | Las Vegas Thunder             | IHL          | 22            | 8             | 13            | 21            | 10            | —        | —        | —        | —        | —        |
| 1996/1997    | Grand Rapids Griffins         | IHL          | 42            | 20            | 30            | 50            | 24            | —        | —        | —        | —        | —        |
| 1996/1997    | St. Louis Blues               | NHL          | 8             | 3             | 0             | 3             | 2             | 6        | 1        | 3        | 4        | 6        |
| 1997/1998    | St. Louis Blues               | NHL          | 61            | 22            | 30            | 52            | 22            | 10       | 3        | 3        | 6        | 2        |
| 1998/1999    | St. Louis Blues               | NHL          | 82            | 37            | 52            | 89            | 16            | 13       | 5        | 4        | 9        | 4        |
| 1999/2000    | St. Louis Blues               | NHL          | 71            | 28            | 47            | 75            | 8             | —        | —        | —        | —        | —        |
| 2000/2001    | St. Louis Blues               | NHL          | 44            | 20            | 25            | 45            | 16            | 15       | 2        | 4        | 6        | 2        |
| 2001/2002    | St. Louis Blues               | NHL          | 82            | 35            | 43            | 78            | 46            | 10       | 4        | 7        | 11       | 6        |
| 2002/2003    | St. Louis Blues               | NHL          | 78            | 36            | 57            | 93            | 32            | 7        | 2        | 4        | 6        | 2        |
| 2003/2004    | St. Louis Blues               | NHL          | 68            | 23            | 35            | 58            | 18            | 5        | 1        | 0        | 1        | 4        |
| 2004/2005    | HC Dukla Trenčín              | SE           | 54            | 28            | 54            | 82            | 39            | 12       | 4        | 13       | 17       | 14       |
| 2005/2006    | Los Angeles Kings             | NHL          | 58            | 25            | 37            | 62            | 42            | —        | —        | —        | —        | —        |
| 2006/2007    | Minnesota Wild                | NHL          | 71            | 25            | 39            | 64            | 28            | 5        | 1        | 3        | 4        | 0        |
| 2007/2008    | Minnesota Wild                | NHL          | 68            | 15            | 39            | 54            | 24            | 6        | 1        | 2        | 3        | 2        |
| 2008/2009    | Vancouver Canucks             | NHL          | 69            | 20            | 33            | 53            | 20            | 6        | 1        | 2        | 3        | 2        |
| 2009/2010    | Vancouver Canucks             | NHL          | 28            | 3             | 13            | 16            | 0             | 11       | 2        | 4        | 6        | 4        |
| 2010/2011    | Lokomotiv Jaroslavl           | KHL          | 54            | 18            | 42            | 60            | 29            | 18       | 6        | 15       | 21       | 4        |
| Celkem v NHL | Celkem v NHL                  | Celkem v NHL | 847           | 304           | 464           | 768           | 284           | 94       | 23       | 36       | 59       | 34       |

## Reprezentace
Statistiky reprezentace na Mistrovstvích světa a Olympijských hrách:
| Turnaj        | Místo konání                   | Z  | G  | A  | B  | Umístění         | Soupisky          |
| ------------- | ------------------------------ | -- | -- | -- | -- | ---------------- | ----------------- |
| MS 1996       | Rakousko (Vídeň)               | 5  | 1  | 2  | 3  | 10. místo        | Soupiska MS 1996  |
| SP 1996       | Severní Amerika, Evropa        | 3  | 0  | 0  | 0  | 7. místo         | Soupiska          |
| ZOH 2002      | USA (Salt Lake City)           | 2  | 1  | 2  | 3  | 13. místo        | Soupiska ZOH 2002 |
| MS 2003       | Finsko (Helsinky)              | 5  | 2  | 2  | 4  | Bronzová medaile | Soupiska MS 2003  |
| MS 2004       | Česko (Praha, Ostrava)         | 9  | 4  | 4  | 8  | 4. místo         | Soupiska MS 2004  |
| SP 2004       | Severní Amerika, Evropa        | 4  | 0  | 2  | 2  | 8. místo         | Soupiska          |
| MS 2005       | Rakousko (Vídeň, Innsbruck)    | 7  | 2  | 5  | 7  | 5. místo         | Soupiska MS 2005  |
| ZOH 2006 –    | Itálie (Turín)                 | 6  | 2  | 5  | 7  | 5. místo         | Soupiska ZOH 2006 |
| MS 2007       | Rusko (Moskva, Petrohrad)      | 6  | 2  | 2  | 4  | 6. místo         | Soupiska MS 2007  |
| ZOH 2010      | Kanada (Vancouver)             | 7  | 3  | 7  | 10 | 4. místo         | Soupiska ZOH 2010 |
| MS 2011 –     | Slovensko (Bratislava, Košice) | 6  | 1  | 2  | 3  | 10. místo        | Soupiska MS 2011  |
| Celkem na MS  |                                | 38 | 12 | 17 | 29 |                  |                   |
| Celkem na ZOH |                                | 15 | 6  | 14 | 20 |                  |                   |

### Juniorská reprezentace
| 1992 | Československo 18 | MEJ | 6 | 4 | 8 | 12 | 2 |
| 1993 | Československo 20 | MSJ | 7 | 4 | 4 | 8  | 8 |